# 도라에몽 (나이토 하루미와 극단 NLT의 노래)
도라에몽은 도라에몽의 주제가 중 한 곡으로 1973년도에만 사용되었던 도라에몽의 오프닝이다. 다른 주제가에 비해서 도라에몽 룸바와 함께 가장 짧은 기간 내에만 사용된 곡이다.

## 같이 보기
- 도라에몽 룸바
- 껴안아주세요
- 도라에몽의 노래
- 난 도라에몽
- 꿈을 이루어줘 도라에몽